# Fontaine des Boucheries
La fontaine des boucheries est une fontaine ancienne située place Jules-Lobet à Reims, dans le département de la Marne en France.

## Origine
Proche de l'Hôtel de ville, elle a été construite en 1770 dans la cour du marché des boucheries. À l'origine, l'abattage des animaux se faisait dans la rue devant les boutiques des bouchers. Pour améliorer l'hygiène publique, les abatteurs sont regroupés sur un même site au Grand Credo.
Pour la réalisation de la place Royale, Il fallut les déplacer.
En 1935, la fontaine est déplacée dans l’axe de la tour nord de la cathédrale et du cours JB Langlet, (maire pendant la guerre 14-18). 
Un médaillon portant l'inscription "Docteur J.B. Langlet, maire de Reims 1908-1919" à son effigie a été incrusté sur la fontaine et a été inauguré par le président de la république Albert Lebrun, le 2 juin 1935. Le médaillon est ré-installé, en  2015, sur une stèle sur le côté du Cours Jean-Baptiste-Langlet face au n°53.
En 2009, la fontaine est déplacée une nouvelle fois avec la construction du tram pour la préservée, car faisant l’objet d’un classement au titre des monuments historiques depuis le 29 août 1927 en France. Elle est de nouveau remise en eau en 2011.

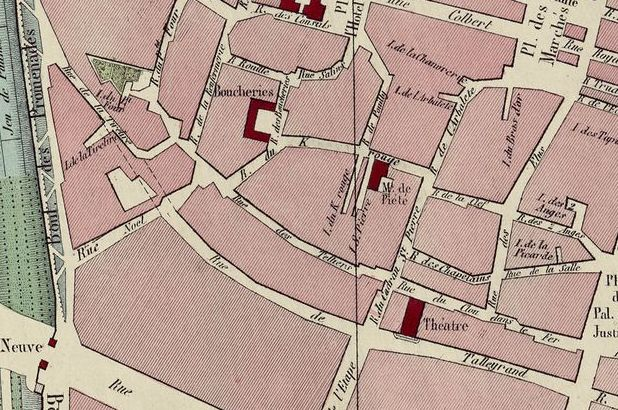
Les boucheries sur le plan Héteau, 1844.
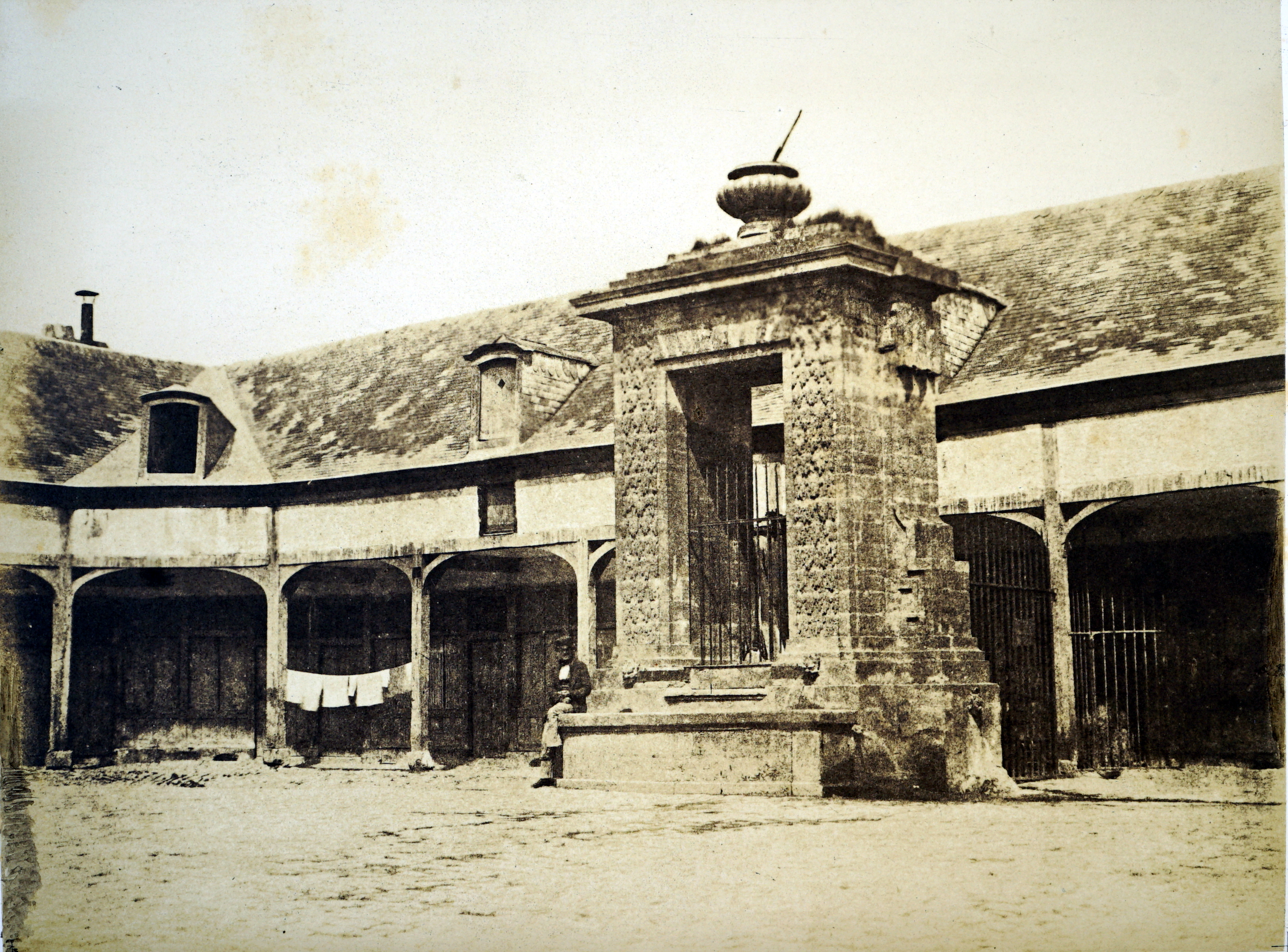
Deuxième moitié du XIXe siècle, photographiée par les frères Varin, bibliothèque Carnegie (Reims).
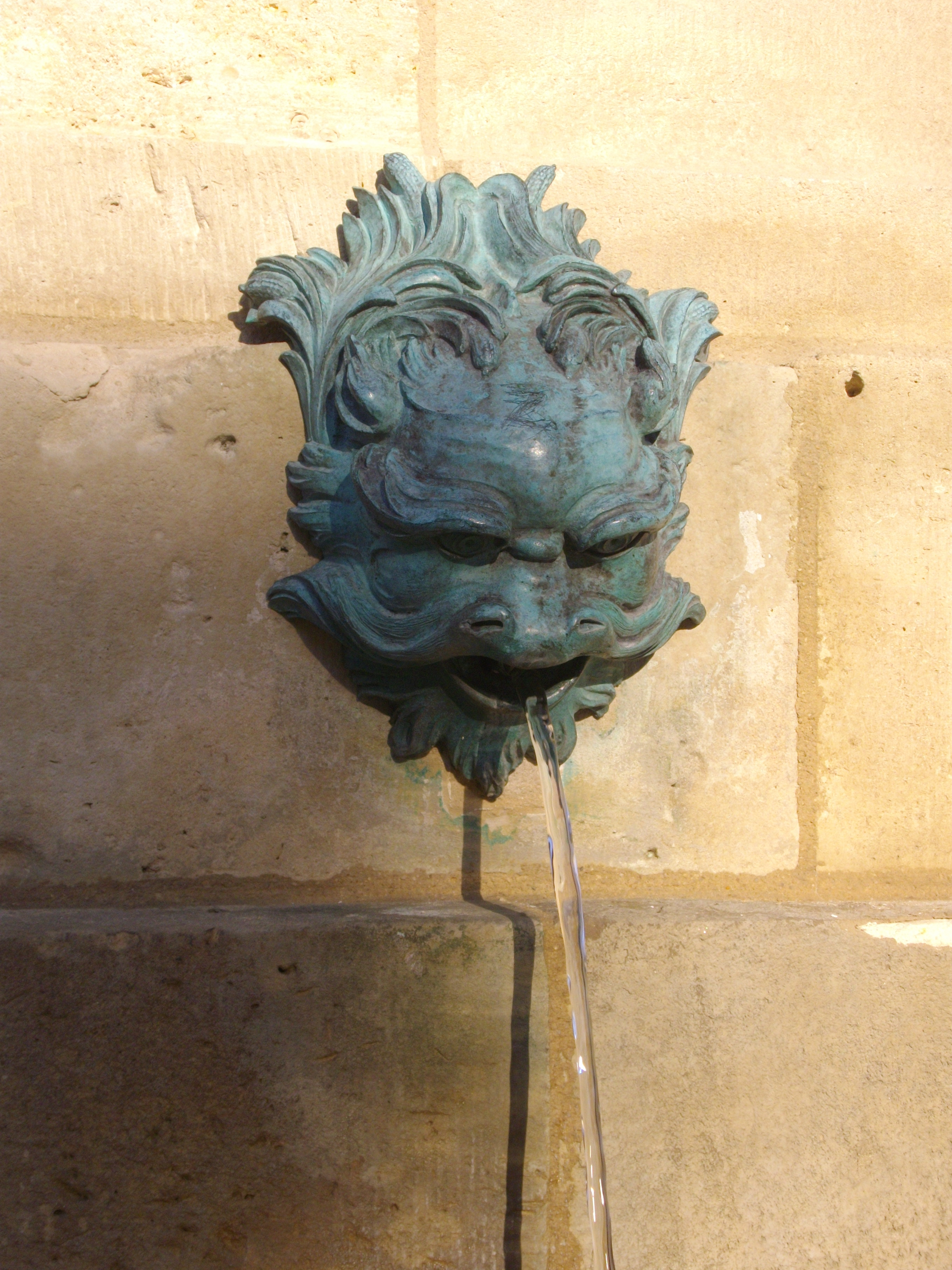
Détail.
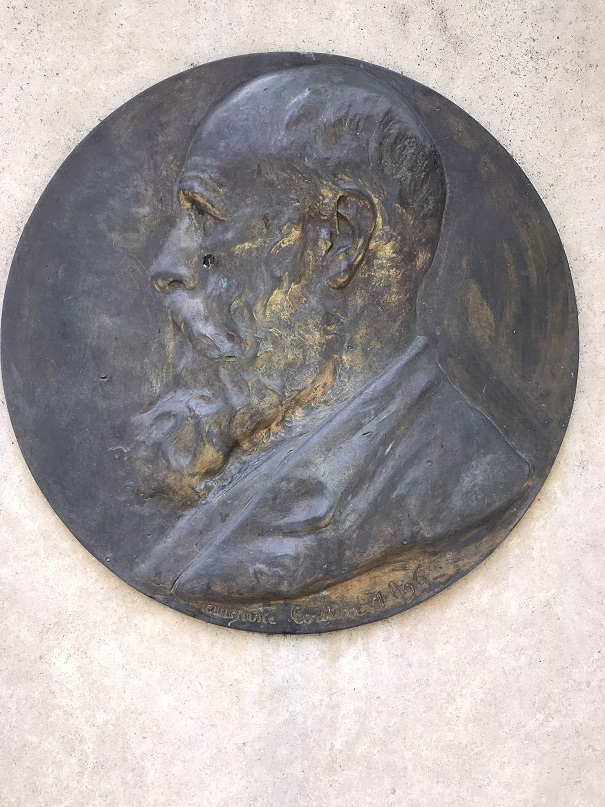
Médaillon Docteur J.B.Langlet de Auguste Coutin 1896